# Póvoa da Rainha
Póvoa da Rainha é uma aldeia anexa da freguesia de Cativelos, concelho de Gouveia, distrito da Guarda.

## História
A sua fundação, outrora simples povoado, remonta ao século XIII. São os forais Manuelinos do Reino de Portugal e do Algarve que consagram a sua existência. De facto, El-Rei D. Manuel I, no ano de 1523 outorgou o Foral da Terra e Comenda da Ordem de Avis, do qual se destaca: "...  e na Povoa da Rainha e Cativellos, limite do dito lugar de Vila Nova, sam cinquo cassaes e paga caha huum casal pella medida coymbraã, de trigo tres quartas e tres de centeo e huum capam, da qual medida fazem de quattro dellas tres desta medida corrente".
A Póvoa da Rainha já existia em 1260 e denominava-se "Quinta de São Marcos". Segundo a tradição, veiculada pela memória dos mais velhos, a Póvoa da Rainha deve o seu nome actual à Rainha Santa Isabel de Portugal, desde quando ali passou a caminho de Coimbra e ali pernoitou de regresso de Trancoso, onde tiveram lugar as cerimónias de núpcias com El-Rei D. Dinis. Ainda hoje existem os vestígios da existência da via romana que fazia a ligação a Coimbra. Não é uma simples lenda a paragem do séquito real na Quinta de S. Marcos, antes da travessia do Rio Mondego pela Ponte Palhês. Diz-se que foi um alvoroço e as gentes rejubilaram com a presença encantadora e formosa da jovem rainha que apreciou de tal forma as homenagens prestadas por aquele povo humilde, que daí em diante o lugar tomou o nome de Póvoa da Rainha.

### Factos históricos recentes
A Póvoa da Rainha fica situada na margem esquerda do rio Mondego. Aldeia anexa da freguesia de Cativelos, concelho de Gouveia. É um recanto privilegiado. A sua exposição e proximidade do Mondego proporcionam-lhe um micro-clima, onde os frutos sazonam mais cedo. As gentes da Póvoa da Raínha caracterizam-se sobretudo pelo seu espírito aventureiro, pelo seu indomável querer, pelo seu desejo permanente de terem tudo o que lhes faz falta. Assim, fazia falta uma ligação à Ponte Palhês e fez-se a estrada. Não tinham onde enterrar os seus mortos e construiram o cemitério. Para educar as suas crianças ergueram uma escola primária. Fazia falta um espaço de recreio e cultura e nasceu o edifício-sede da Associação Recreativa. Finalmente veio a electricidade, a água e esgotos, sendo uma das primeiras terras do concelho a possuir tais infraestruturas.[carece de fontes?]
O seu legado patrimonial é constituído pela Capela de S. Marcos, construída no século XVII, a Igreja Rainha Santa Isabel, na segunda metade do séc XX, o cemitério e o edifício da Associação Recreativa.

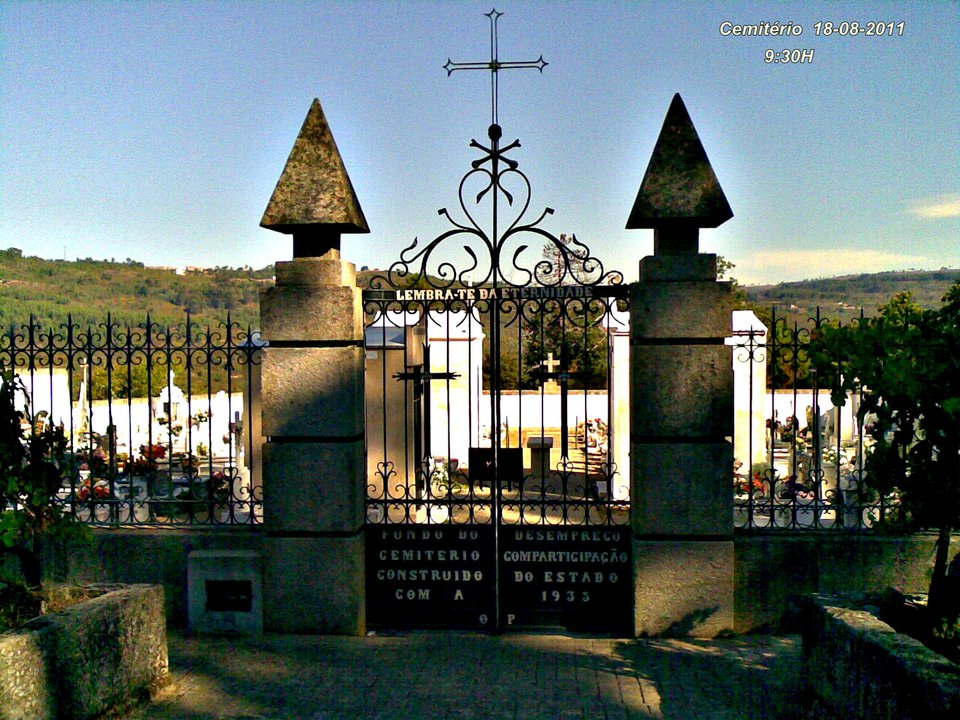
Cemitério construído em 1933

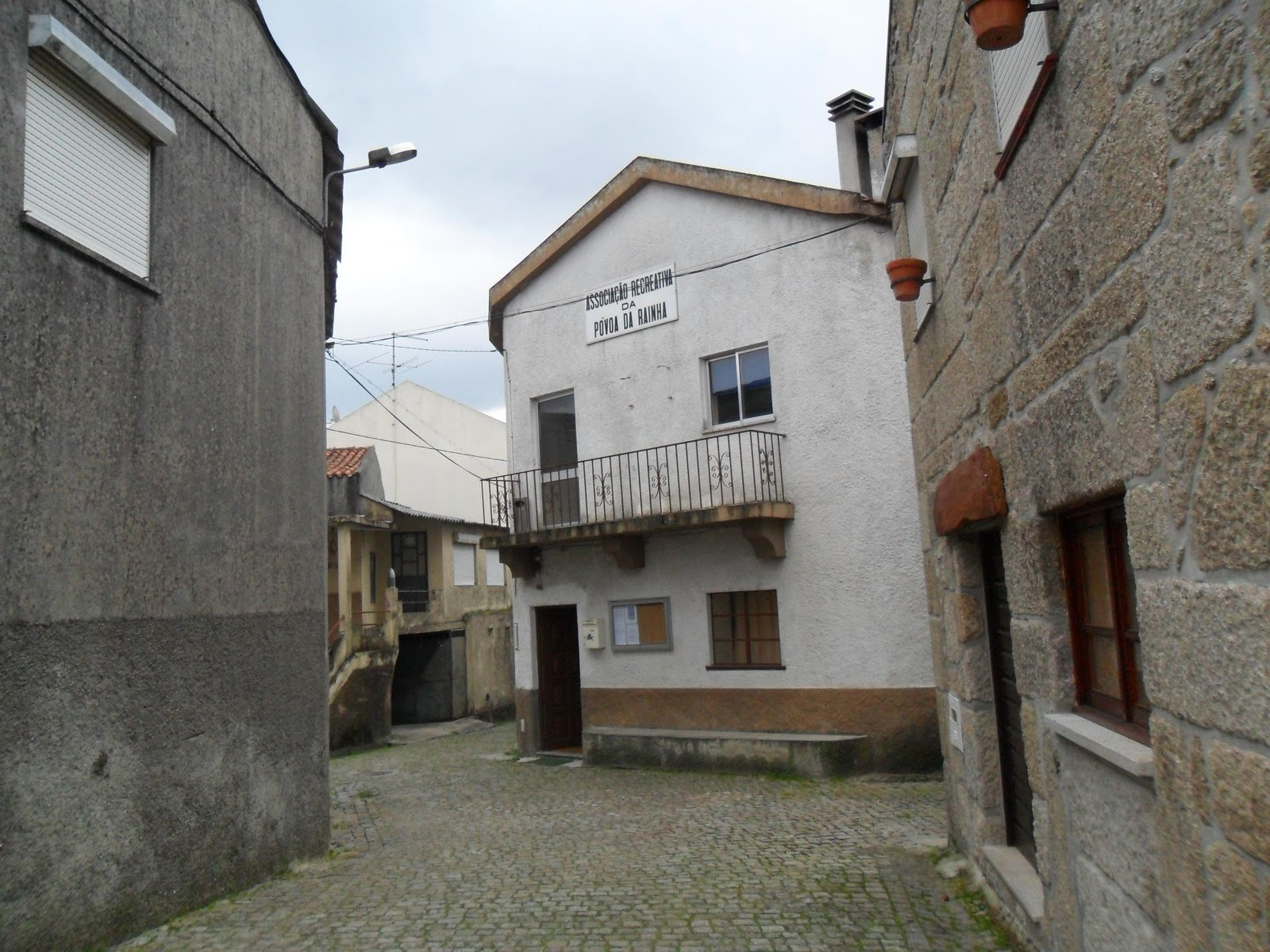
Edifício da Associação Recreativa

## Património
- Igreja Rainha Santa Isabel;
- Capela de São Marcos.

## Economia

### Indústria
Apesar da crise que afecta o sector, continua a laborar uma pequena unidade industrial na área das malhas de algodão.

### Produção agrícola
A vinha e o olival, os frutos diversos, com predominância para a cereja são os principais cultivos. Também os pinhais em redor da aldeia ajudam a criar uma imagem que mais parece um aglomerado de castelos no meio de uma floresta.

### Cultura, desporto e recreio
No salão de troféus da Associação Recreativa podem ser admirados vários exemplares (taças) que só por si atestam bem a veia desportista das gentes rainhenses, mas que a emigração prejudicou profundamente. Antes deste surto migratório nos anos 60, existiam ali 2 ranchos folclóricos, casados e solteiros, que disputavam a primazia entre si.

### Festividades
Todos os anos, no segundo fim de semana do mês de Agosto, é celebrado o dia da Rainha Santa Isabel, com uma festa, de cariz popular e cristã, que reúne toda a diáspora rainhense espalhada por esses cantos do mundo.